# Ласло IV Половець
Ласло IV, або Владисла́в IV (угор. IV. László, 1262 — 10 липня 1290) — король Угорщини (1272—1290). Представник династії Арпадів. Син угорського короля Стефана V від половецької князівни Єлизавети. Онук короля Бели IV. Прізвисько — По́ловець (угор. Kun, від половецького походження матері).

## Імена
- Ласло (угор. László)
- Ладислав (хорв. і словац. Ladislav)
- Владислав (церк.-слов. Владиславъ)

## Біографія
Владислав народився в родині угорського короля Стефана V та Єлизавети Половчанки, яка була донькою половецького хана Котяна, вождя племен, що мешкали в степах південної України та були союзниками руських князів. половці якими правив Котян після монголо-татарської навали, в 1246 році переселилися в Угорщину за запрошенням короля Бели IV. Щоб укріпити родинні зв'язки з колишніми ворогами Бела IV одружив свого сина Стефана з дочкою Котяна, Єлизаветою.

Ласло було тільки 10 років, коли його викрав бунтівний магнат Гункелед. Він усе ще перебував у полоні, коли успадкував трон Угорщини після смерті свого батька Іштвана V. За малоліття короля в Угорщині йшла боротьба за владу між впливовими родами Аба та Гуткелед. 1277 року з'їзд прелатів, шляхти та половців оголосив його повнолітнім.

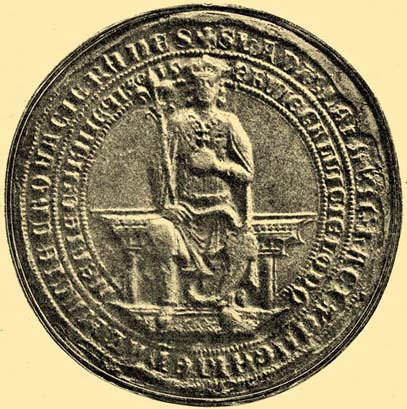
Печатка Владислава IV

У суперництві між королем Німеччини Рудольфом I та королем Богемії Пржемислом Отакаром II Ласло підтримав німецького короля. Допомога угорців Рудольфу мала вирішальне значення в його перемозі над своїм ворогом у битві на Моравському полі 1278 року.
1279 року Ласло надав автономію поселенням в угорських областях Куманія і Язигія, де компактно проживали половці (кумани) і яси (язиги).
Навести лад в Угорщині Ласло IV не вдалось. У країні було багато половців, значна частина яких усе ще була язичниками. Ласло обіцяв папському легату, що наверне їх до християнства і змусить жити в будинках, а не в шатрах, однак сам схилявся до кочового способу життя. Як наслідок, папський легат відлучив його від церкви й наклав на Угорщину інтердикт. Ласло прогнав свою дружину Ізабелу, доньку сицилійського короля, з якою його одружили, ще коли йому було 8 років, і віддавав перевагу половецьким коханкам. 1285 року країну спустошили ординці ханів Тула-Буги й Ногая. Чимало угорців звинувачували короля в тому, що це він привів орду на угорські землі.
Попри свою підтримку половців і конфлікт з давніми угорськими родами й Святим престолом Ласло IV вбили половецькі змовники. Його спадкоємцем став Андрій III Венецієць, останній король Угорщини з династії Арпадів.

## Родина
Дружина) — Єлизавета Сицилійська
Діти: не було

## Генеалогія
Ласло IV веде свій родовід, в тому числі, й від Великих князів Київських Мстислава Великого та Володимира Мономаха.